# Organisations régionales
 (décembre 2023).
La mise en forme du texte ne suit pas les recommandations de Wikipédia : il faut le « wikifier ».
Les points d'amélioration suivants sont les cas les plus fréquents :
- Les titres sont pré-formatés par le logiciel. Ils ne sont ni en capitales, ni en gras.
- Le texte ne doit pas être écrit en capitales (les noms de famille non plus), ni en gras, ni en italique, ni en « petit »…
- Le gras n'est utilisé que pour surligner le titre de l'article dans l'introduction, une seule fois.
- L'italique est rarement utilisé : mots en langue étrangère, titres d'œuvres, noms de bateaux, etc.
- Les citations ne sont pas en italique mais en corps de texte normal. Elles sont entourées par des guillemets français : « et ».
- Les listes à puces sont à éviter, des paragraphes rédigés étant largement préférés. Les tableaux sont à réserver à la présentation de données structurées (résultats, etc.).
- Les appels de note de bas de page (petits chiffres en exposant, introduits par l'outil «  Source ») sont à placer entre la fin de phrase et le point final[comme ça].
- Les liens internes (vers d'autres articles de Wikipédia) sont à choisir avec parcimonie. Créez des liens vers des articles approfondissant le sujet. Les termes génériques sans rapport avec le sujet sont à éviter, ainsi que les répétitions de liens vers un même terme.
- Les liens externes sont à placer uniquement dans une section « Liens externes », à la fin de l'article. Ces liens sont à choisir avec parcimonie suivant les règles définies. Si un lien sert de source à l'article, son insertion dans le texte est à faire par les notes de bas de page.
- La présentation des références doit suivre les conventions bibliographiques. Il est recommandé d'utiliser les modèles {{Ouvrage}}, {{Chapitre}}, {{Article}}, {{Lien web}} et/ou {{Bibliographie}}. Le mode d'édition visuel peut mettre en forme automatiquement les références.
- Insérer une infobox (cadre d'informations à droite) n'est pas obligatoire pour parachever la mise en page.

Pour une aide détaillée, merci de consulter Aide:Wikification.
Si vous pensez que ces points ont été résolus, vous pouvez retirer ce bandeau et améliorer la mise en forme d'un autre article.
Une organisation régionale (OR) (en anglais, regional organization ou RO) établit des relations entre organismes gouvernementaux pour favoriser leur développement dans une région précise.

## Les fondements d’une organisation régionale

### Définition
Une organisation régionale est un regroupement d’États ou des entités géographiques qui coopèrent sur des questions d'intérêt commun dans une région spécifique.
La Charte des Nations unies reconnaît « l’existence d’accords et d’organismes régionaux et leur possible contribution au maintien de la paix et de la sécurité internationales ». Une organisation régionale est créée dans le but de promouvoir la coopération, le dialogue, l'intégration et le développement mutuel entre ses membres dans des domaines tels que la santé, la culture et d'autres intérêts communs. Elle partage des caractéristiques culturelles, historiques ou ethniques semblables. Les États membres fondent une organisation par le biais d'un traité ou d'un accord. Elle possède une structure institutionnelle avec des organes tels que des assemblées, des conseils.
L’organisation régionale est une organisation internationale (OI) ne pouvant rassembler qu’un nombre limité d’États membres. Elle n’a pas vocation à avoir une portée mondiale. Toute organisation qui n’est pas universelle appartient à la catégorie des organisations régionales. Les États membres d’une organisation ne proviennent pas tous d'une même région ; ce type d’organisation peut être fondé sur une alliance de ses membres autres que le rapprochement géographique. Une organisation régionale transcontinentale comme l’Organisation du traité de l'Atlantique Nord (OTAN) est un exemple d’engagement politique et sécuritaire dont les pays appartiennent à différentes régions du monde.
Il existe les organisations sous-régionales qui sont similaires aux organisations régionales. Elles représentent des regroupements d’États restreints à l’intérieur d'une sous-région, occupant un espace réduit et précis au sein d’une région plus vaste. Ces organisations ont des objectifs semblables, mais elles se concentrent sur des enjeux spécifiques qui sont pertinents à leur sous-région. L’Organisation des États américains (OEA) a pour enjeu la promotion du développement économique dans les Amériques, elle est un exemple d’organisation régionale. L’Organisation des États de la Caraïbe orientale (OECO) est une organisation sous-régionale et mène la coopération économique et commerciale entre les États de la Caraïbe orientale. Leurs différences résident dans l’échelle géographique couverte et le nombre d'États ou d'entités membres.

### Historique
L’histoire de l’organisation régionale remonte à l'Antiquité. L’exemple de la Ligue de Délos (478-404 av. J.-C) dans la Grèce antique représente une union militaire et économique de cités-États grecques formée pour se défendre face aux Perses. Ces premières formes d'organisation régionale ont posé les fondations de coopération de leur évolution. Au cours des siècles, diverses formes d'alliances ont émergé en réponse à différents besoins et circonstances de coopération en matière de protection mutuelle régionale, de commerce ou de partage de ressources. Ces alliances pouvaient prendre la forme de confédérations de cités-États, de ligues commerciales ou de coalitions politiques.
Au XXe siècle, les deux guerres mondiales ont marqué l'époque contemporaine. Elle a vu l’évolution d'organisations régionales tendre vers une structuration renforcée avec l’émergence de nouvelles normes, procédures et règles. Cette évolution s’est faite en deux phases. Dans les années 1950-1970, la première phase du régionalisme façonne les organisations régionales qui se développent par des considérations politiques, économiques et militaires dans un monde de bipolarisation. L’Organisation des États américains (OEA) est un exemple de la défense de la démocratie et du renfort de la sécurité du territoire. La deuxième phase s’effectue à la fin de la Guerre froide, après les années 1990. Les organisations régionales se concentrent sur la promotion du commerce régional, des droits de l’homme, la gestion des ressources naturelles dans un monde multipolaire. L'Union africaine (UA) défend les droits humains et le développement social dans sa région.

### Contexte actuel
L'évolution des organisations régionales reflète les changements dans les dynamiques politiques, sociales et économiques du système international durant le XXe siècle. Elles jouent un rôle reconnu dans la promotion de la coopération, du développement régional et dans le maintien de la paix et de la sécurité. Durant la 78e session de l'Assemblée générale des Nations unies, le président du Conseil européen, Charles Michel affirme que : « Ces organisations reflètent un nouveau niveau de légitimité dans les forums internationaux et multilatéraux. Elles jouent un rôle effectif dans la coordination politique et économique. Elles créent des espaces de coopération rapprochée, des espaces de connectivité. Elles sont même de plus en plus des acteurs de sécurité. Ces organisations sont, davantage qu'hier, des espaces normatifs ». » En 2015, le politologue spécialisé en sociologie des relations internationales, Guillaume Devin, a recensé une soixantaine d’organisations régionales parmi les plus connues à travers le monde. Ces organisations se répandent sur les différentes régions du monde telles que l’Europe, l’Asie-Pacifique, l’Afrique, l’Afrique du Nord et le Moyen-Orient et les Amériques. La Ligue arabe (AL) ou l’Union des nations sud-américaines (USAN) sont des exemples. Un nombre considérable d'organisations régionales existe et varie en fonction de la manière de définir ces entités et du contexte global dans lequel elles interviennent. À l’intérieur de la région asiatique dans le domaine de la sécurité, le politologue et auteur Christopher Snedden effectue une liste des organisations régionales sécuritaires. Elle inclut des entités telles que l'Association des nations de l’Asie du Sud-Est (ASEAN) ou l’Organisation de coopération de Shanghai (OCS).

## Distinction des organisations régionales: entre intégration et coopération
Au sein des organisations régionales, leurs objectifs communs rendent difficile la distinction des notions d’intégration et de coopération. Leurs différences résident dans leurs formes institutionnelles et dans le degré d'engagement des États membres.

### Intégration
Michel Virally, juriste spécialisé dans le domaine du droit international public, propose une définition de l’intégration régionale. Elle « désigne le rapprochement et la combinaison d’éléments originairement séparés jusqu’à leur fusion en une unité englobante, grâce à l’action de facteurs cohésifs ». Cela renforce l'unité de l’organisation qui implique un niveau profond d'engagement au sein des organisations régionales. L’intégration va au-delà de la simple coopération, elle intègre une coordination approfondie et une harmonisation des politiques, des lois et des institutions entre les États membres.
Selon Franck Petiteville, professeur de science politique, l'intégration consiste à établir une structure institutionnelle de plusieurs États, formant une entité régionale unifiée avec des caractéristiques de supranationalisme. L’intégration régionale entraîne une perte partielle de la souveraineté des États membres au profit d'organisations ou d’institutions régionales avec la mise en œuvre de politiques communes, comme dans le cas de l'Union européenne (UE). Fondée dans l'après-guerre, l’Union européenne est l'exemple le plus symbolique d’intégration régionale réussie. Elle a évolué vers une intégration approfondie comprenant une monnaie commune, une politique économique coordonnée et des institutions qui dépassent les frontières nationales telles que la Commission européenne.

### Coopération
La coopération dans les organisations régionales se concentre sur la collaboration, la coordination et l'interaction entre les États membres dans des domaines spécifiques et d'intérêt commun. Cela se réalise sans créer d'institutions régionales permanentes et sans causer de perte de souveraineté significative. Elle n’a pas ce caractère fusionnel qu’entreprend l’intégration régionale. Il peut s’agir d’accords de coopération économique, de partenariats politiques ou de collaborations sur des questions régionales spécifiques.

#### Trois exemples
- L’Association sud-asiatique pour la coopération régionale (ASACR) vise à promouvoir la coopération économique et régionale entre les pays de l'Asie du Sud. Elle facilite le dialogue et la collaboration sur des questions telles que le commerce, la sécurité alimentaire et la santé publique[11].
- L’Organisation pour la démocratie et le développement économique (GUAM) est une organisation qui favorise la coopération politique, sécuritaire, culturelle et économique entre la Géorgie, l'Ukraine, l'Azerbaïdjan et la Moldavie. Elle accorde une importance aux domaines comme ceux de l'énergie ou les transports.
- La Communauté économique des États de l'Afrique de l'Ouest (CEDEAO) insiste sur la coopération « en vue d'élever le niveau de vie de ses peuples, de maintenir et d'accroître la stabilité économique, de renforcer les relations entre les États membres et de contribuer au progrès et au développement du continent africain »[12]. Elle met en œuvre des actions en faveur du maintien de la paix, du développement du transport et des réseaux de télécommunication. L’objectif de cette coopération est l’intégration régionale en matière d’économie.

Par ailleurs, la distinction entre coopération et intégration peut être graduelle et certaines organisations peuvent évoluer.

## Le rôle des organisations régionales

### Sécurité
Depuis la fin de la Guerre froide, certaines organisations régionales contribuent au maintien de la paix avec les principes de la responsabilité de protéger (R2P). Elles agissent dans les domaines de la prévention, de la réaction et de l’intervention afin de résoudre des conflits. C’est avec le droit international de la Charte des Nations unies que ces organisations peuvent jouer un rôle dans la sécurité régionale et internationale. Elles ont la capacité d'entreprendre des actions coercives sous mandat du Conseil de sécurité, des actions autonomes en matière de reconstruction après un conflit, de travailler en coopération avec l’Organisation des Nations unies (ONU) ou de développer ses propres capacités. Le Conseil de sécurité utilise la contrainte comme action pour assurer le respect de ses décisions telles que l'imposition de sanctions ou d'interventions militaires

### Environnement
Ces organisations jouent un rôle dans la promotion de politiques environnementales pour préserver l’environnement, dans les mesures de lutte contre le changement climatique et dans la résolution des défis du développement durable. Elles sont capables de collaborer avec d’autres types d’acteurs comme les organisations internationales ou une Organisation non gouvernementale environnementale (ONGE). L'Agence européenne pour l'environnement (AEE), organe de l’Union européenne, surveille et fournit des informations sur l'état de l'environnement en Europe. La Commission de l'océan Indien (COI) regroupe les pays de l'océan Indien pour collaborer sur des questions liées à l'environnement marin et à la biodiversité comme la gestion durable des ressources marines pour maintenir l'équilibre écologique des océans.

## La relation des organisations régionales avec les organisations internationales
Les organisations régionales et internationales partagent divers types de relations. En matière de maintien de la paix et de la sécurité, la relation entre ces organisations est évolutive.
Selon Laurence Boisson de Chazournes, juriste spécialisée dans le droit international public et de l'environnement, la relation dépend de l’identification des organisations régionales mentionnées dans le chapitre VIII de la Charte des Nations unies. Son analyse se base sur les articles 52 et 53 de la Charte ainsi que sur le chapitre VII de la Charte qui prévoient des mesures contraignantes pour inciter à l'application des décisions et des actions de maintien de la paix menées par l'ONU. L'article 52 de la Charte de l’ONU concerne les accords régionaux pour le maintien de la paix et de la sécurité internationales. Quant à l'article 53, il traite des actions régionales pour le maintien de la paix avant l'intervention du Conseil de sécurité.
Michel Virally décèle trois catégories de relations de ces organisations : la collaboration, la concurrence et la chasse gardée.

### Collaboration
Il existe deux types de collaboration : l'action de l'organisation régionale à l'intérieur de l'organisation internationale, par l'intermédiaire de ses membres et la coopération entre organisations. La première correspond à la manière dont l'organisation régionale utilise ses ressources pour préparer et renforcer la participation de ses membres aux organes internationaux en maintenant l'unité et l'influence collective. La deuxième reflète la coopération comme une répartition des rôles de ces organisations, la mise en commun de leurs ressources ou la création de règles et d'accords formels pour collaborer.
Le chapitre VII de la Charte des Nations unies établit que le travail de l'ONU doit s'effectuer en complémentarité avec celui des organisations régionales. Le président du Conseil européen, Charles Michel soutient cet encouragement coopératif et complémentaire entre l’ONU et les organisations régionales dans la 78e session de l'Assemblée générale des Nations unies : « Je suis absolument convaincu que les Nations unies gagneront en légitimité, en efficacité et en autorité si elles font le choix de garantir en leur sein une place plus prépondérante aux organisations régionales. Cette inclusion créerait un cercle vertueux. Elle encouragerait les organisations à coopérer plus et mieux entre elles, pour renforcer davantage leur propre stabilité et la stabilité du monde ». »

### Concurrence
Il existe deux types de concurrence entre ces organisations : la compétition sur un même enjeu et la concurrence conflictuelle dont les objectifs diffèrent pour un même domaine d’actions. L’Association des nations de l'Asie du Sud-Est (ASEAN) se heurte à la compétition de la Coopération économique pour l'Asie-Pacifique (APEC) dans le renforcement de l’intégration économique (libéralisation des échanges et des investissements) de la région d’Asie du Sud-Est.Une concurrence émerge à cause de la complémentarité qui produit une confusion pour les organisations régionales et internationales comme dans le domaine de la sécurité.

### Chasse gardée
Ce principe précise qu’une organisation régionale revendique une compétence exclusive dans une région spécifique limitant l'intervention d'organisations internationales. L'organisation régionale cherche à préserver son autonomie sur ses actions et initiatives propres et sur sa capacité à prendre des décisions en fonction des intérêts régionaux. Par exemple, l’Union africaine « tente de préserver son autonomie en matière de déclenchement de ses actions sur le continent africain tout en demandant parallèlement un financement de l’ONU au moyen de contributions obligatoires pour des opérations entreprises par elle ou sous son autorité ».